# Давиденко В’ячеслав Віталійович
В'ячеслав Віталійович Давиденко — полковник Національної поліції України, учасник російсько-української війни. Відзначився під час масового російського вторгнення в Україну в 2022 році.

## Біографія
Обіймав посаду заступника начальника Головного управління Національної поліції в Харківській області — начальник кримінальної поліції. На посаді перебував з березня 2017 року по жовтень 2024 року.
З 9 грудня 2024 року  ректор Одеського державного університету внутрішніх справ .

## Нагороди
- орден Данила Галицького (2022) — за особисту мужність і самовідданість, виявлені під час виконання службового обов'язку, високий професіоналізм та з нагоди Дня Національної поліції України.

## Джерело
- Указ Президента України від 4 липня 2022 року № 463/2022  Про відзначення державними нагородами України [3]